# Schirmdämpfung
Die Schirmdämpfung ist eine dimensionslose Messgröße, die die Wirksamkeit einer Abschirmung quantifiziert. Während die Abschirmung eine technische Maßnahme ist, ist die Schirmdämpfung ein Maß für die Qualität eines Schirms in der elektromagnetischen Verträglichkeit. Der Schirm übernimmt dabei die Funktion – z. B. nach dem Prinzip des Faradayschen Käfigs – ein Raumgebiet, das er umgibt, gegenüber einem äußeren elektrischen Feld zu schützen, seine Wirksamkeit wird mit der Schirmdämpfung erfasst. Die Schirmdämpfung beschreibt auch die Schutzwirkung gegenüber dem magnetischen Feld und dem elektromagnetischen Feld. Bei geschirmten Leitungen wird ebenfalls oft eine Schirmdämpfung angegeben, die übliche, technisch eindeutige Messgröße zur Erfassung der Schirmwirkung einer Leitung lautet aber Transferimpedanz oder veraltet Kopplungswiderstand.
Der MIL-STD 285, die militärische Verteidigungsgerätenorm VG 95370, Teil 15, oder der US-amerikanische Standard NSA 65–6 definieren gängige Messverfahren zur Schirmdämpfung. Der IEEE-STD 299 hat 1997 den MIL-STD 285 ersetzt.

## Definition
Die Schirmdämpfung ist als das Verhältnis der Leistungsdichte S1 an einem Raumpunkt vor dem Einbringen eines Schirms zur Leistungsdichte S2 am selben Raumpunkt nach Einbringen eines Schirms definiert. Die Leistungsdichten besitzen die Einheit W/m². Die Schirmdämpfung ist dimensionslos und wird im logarithmischen Maß üblicherweise in Dezibel ausgedrückt. In Dezibel folgt für die Schirmdämpfung (se für engl. shielding effectiveness):
{\displaystyle {\frac {se_{p}}{\mathrm {dB} }}=10\cdot \log _{10}{\frac {S_{1}}{S_{2}}}}
Auf den elektrischen Feldanteil E übertragen lautet die Formel:
{\displaystyle {\frac {se_{e}}{\mathrm {dB} }}=20\cdot \log _{10}{\frac {E_{1}}{E_{2}}}}
Auf den magnetischen Feldanteil H übertragen lautet die Formel:
{\displaystyle {\frac {se_{h}}{\mathrm {dB} }}=20\cdot \log _{10}{\frac {H_{1}}{H_{2}}}}
Dabei wird vorausgesetzt, dass der Poynting-Vektor S, mit den Feldgrößen E und H für transversalelektromagnetische Felder über die Gleichung
{\displaystyle {\vec {S}}={\vec {E}}\times {\vec {H}}}
miteinander in Beziehung stehen. Diese Einschränkung ist im MIL-STD 285 mit Bezug auf die Wellenimpedanz des elektromagnetischen Feldes niedergelegt.
Die nach den o. a. Gleichungen ermittelte Schirmdämpfung setzt sich zusammen aus den Beiträgen der Reflexion einer elektromagnetischen Welle, der Absorption der Welle innerhalb eines Schirmmaterials und der Mehrfachreflexion innerhalb des Materials. Bei Annahme einer ebenen Welle wäre die Größe mit Index 1 die einfallende Feldgröße, die Größe mit Index 2 wäre die durch den Schirm transmittierte Feldgröße. Deren Verhältnis ergibt die Schirmdämpfung, die in den Gleichungen im logarithmischen Maß dargestellt wird. In allen drei o. g. Gleichungen bezieht sich der Index 1 auf das Feld ohne und der Index 2 auf das Feld mit Schirmung am selben Raumpunkt.

### Ortsabhängigkeit
Die Größen mit Index 2 liegen innerhalb des geschirmten Raums. Je nach Art des Schirmes können für die Größen innerhalb des Schirms erhebliche Abweichungen von der letztgenannten Gleichung entstehen, weil dann durch den Einfluss des Schirms, z. B. durch seine Geometrie oder durch Aperturen in der Schirmhülle, nicht in allen Fällen zwingend von einem transversalelektromagnetischen Feld ausgegangen werden darf. Die Schirmdämpfung ist deshalb hochgradig ortsabhängig und kann innerhalb einer Schirmeinrichtung erheblich variieren. Die Festlegung des Ortes an dem die Schirmdämpfung innerhalb der Abschirmung ermittelt werden soll, ist daher zwingend notwendig. Übliche Methoden legen den Raummittelpunkt einer Schirmeinrichtung als Bezugsort fest. Dort ist aber die Dämpfung erwartungsgemäß am größten, so dass sich diese Ortswahl oft nicht zur Erkennung einer Schwachstelle im Schirm eignet. Messvorschriften schreiben für den Messort auch Abstände zwischen einem Meter und dreißig Zentimetern zur Schirmwand vor.

## Wirkungsweisen eines Schirms und Einfluss auf die Schirmdämpfung
Um die Mechanismen zu erläutern, die zur Degradation der Schirmdämpfung führen, wird kurz die Wirkung eines Schirms erläutert. Ausführlichere Darstellungen der Wirkungsweisen finden sich unter dem Stichwort Abschirmung (Elektrotechnik).
Die Schirmdämpfung quantifiziert die Wirkung eines Schirms gegenüber elektrischen, magnetischen oder elektromagnetischen Feldern. Die Wirkungsweisen von Abschirmungen gegenüber solchen Feldern sind im Folgenden kurz zusammengefasst.

### Schirmung eines niederfrequenten elektrischen Feldes
Gegenüber elektrostatischen Feldern und niederfrequenten elektrischen Feldern wirkt ein elektrisch leitender Schirm nach dem Prinzip des Faradayschen Käfigs.

### Schirmung eines niederfrequenten magnetischen Feldes
Gegenüber niederfrequenten magnetischen Feldern wirkt ein Schirm aufgrund der hohen Permeabilität des Schirmmaterials, die dazu führt, dass sich die magnetische Flussdichte im Schirmmaterial konzentriert. Ein niederimpedanter Beidraht oder koaxialer Leitungsschirm bewirkt eine magnetische Schirmung, weil der in den niederimpedanten Draht induzierte Strom mit seinem Magnetfeld dem anregenden Magnetfeld entgegenwirkt. Dieser Mechanismus funktioniert nur mit beidseitig aufgelegtem Leitungsschirm oder Beidraht, denn bei einseitig aufgelegtem Schirm kann kein Strom fließen.

### Schirmung eines elektromagnetischen Feldes
Gegenüber hochfrequenten elektromagnetischen Feldern wirkt ein elektrisch leitender Schirm gegen den elektrischen Feldanteil nach dem Prinzip des Faradayschen Käfigs. Gegenüber dem hochfrequenten magnetischen Feldanteil wirkt ein Schirm aufgrund von Ausgleichsströmen, die ihrerseits ein die äußere einfallende magnetische Feldkomponente kompensierendes Gegenfeld erzeugen (vgl. Lenzsche Regel). Damit ein Ausgleichsstrom fließen kann, müssen z. B. Leitungsschirme zweiseitig angeschlossen werden. Mit zunehmender Frequenz steigt die Schirmdämpfung durch den Skineffekt im Schirmmaterial, der das in die Schirmwand eindringende Feld von der Schirminnenseite fernhält. Schirme können auch aus verlustbehafteten Materialien bestehen, die die elektromagnetische Feldenergie in Wärme umwandeln.

### Degradationsmechanismen
Die Schirmdämpfung wird durch Öffnungen (Leckagen) im Schirm beeinträchtigt. Dazu zählen zum Beispiel schmale Spalte, bei denen die maximale Ausdehnung (die Spaltlänge) die maximale Degradation der Schirmdämpfung dominiert. Der tatsächliche Felddurchgriff an einer Apertur für den ideal leitenden Schirm ist dem Oberflächenstrom proportional, der sich am Ort der Apertur durch die Feldbeaufschlagung einstellt.
Verringerte Schirmwandstärken und damit verkürzte, weniger tiefe Aperturen verringern die Schirmdämpfung ebenfalls.
Weiterhin wird eine Schirmwirkung durch verminderte elektrische Leitfähigkeit eines Schirmmaterials oder gegenüber niederfrequenten Magnetfeldern durch eine geringe Permeabilität des Schirmmaterials beeinträchtigt.
Gegenüber hochfrequenten elektromagnetischen Feldern wird ein Schirm grundsätzlich erheblich geschwächt, wenn kein Ausgleichsstrom fließen kann, z. B. bei einseitiger Schirmauflegung an einer geschirmten Leitung. Ein Schirm wirkt dann nur noch kapazitiv, während die ausschlaggebende ungewollte induktive Einkopplung des magnetischen Feldanteils direkt auf die geschirmten Baugruppen oder Leiter wirkt.
Die Schirmwirkung wird auch degradiert, wenn keine hinreichende Absorption in einem verlustbehafteten Material stattfindet.

## Messverfahren
Bekannte Standards für Messverfahren zur Ermittlung der Schirmdämpfung sind
- der MIL-STD-285:1956[1], der seit 1997 aufgehoben ist und durch die Norm IEEE 299[2][3] abgelöst wurde, aber häufig weiter angewandt wird,
- die militärische Verteidigungsgerätenorm VG 95370, Teil 15,[4] oder
- der US-amerikanische Standard NSA 94-106 (Nachfolger von NSA 65–6).[5]